# Podarcis milensis
Espèce
Synonymes
- Lacerta muralis fusca var. milensis Bedriaga, 1882
- Lacerta erhardi gerakuniae Muller, 1938
- Lacerta muralis adolfjordansi Buchholz, 1962

Statut de conservation UICN

 VU D2 : Vulnérable
Podarcis milensis est une espèce de sauriens de la famille des Lacertidae.

## Répartition
Cette espèce est endémique des Cyclades en Grèce. Elle se rencontre à Milos, à Kimolos, à Polyaigos, à Andimilos, à Falkonéra, à Anánes et à Velopoúla.

## Liste des sous-espèces
Selon The Reptile Database (20 mars 2013) :
- Podarcis milensis adolfjordansi (Buchholz, 1962)
- Podarcis milensis gerakuniae (Müller, 1938)
- Podarcis milensis milensis (Bedriaga, 1882)

## Étymologie
Son nom d'espèce, composé de mil[os] et du suffixe latin -ensis, « qui vit dans, qui habite », lui a été donné en référence au lieu de sa découverte, Milos. La sous-espèce Podarcis milensis gerakuniae est nommée en référence au lieu de sa découverte, Gerakunia, ancien nom de Falkonéra. La sous-espèce Podarcis milensis adolfjordansi est nommée en l'honneur d'Adolf von Jordans.

## Publications originales
- Bedriaga, 1882 "1881" : Die Amphibien und Reptilien Griechenlands. Bulletin de la Société impériale des naturalistes de Moscou, vol. 56, no 1, p. 242–310 (texte intégral) et no 2, p. 43-103 & 278-344 (texte intégral).
- Buchholz, 1962 : Die Mauereidechse von Ananes, Milos-Archipel. Bonner zoologische Beiträge, vol. 13, no 1/3, p. 216-218 (texte intégral).
- Müller, 1938 : Uber die Mauereidechse der Insel Gerakunia. Blaetter fuer Aquar Terrar Braunschweig, vol. 49, p. 38-40.